# 26238 Elduval
26238 Elduval è un asteroide della fascia principale. Scoperto nel 1998, presenta un'orbita caratterizzata da un semiasse maggiore pari a 2,3129280 UA e da un'eccentricità di 0,1289410, inclinata di 7,11511° rispetto all'eclittica.